# Medusahuvuden
Medusahuvuden (Gorgonocephalidae) är en familj av ormstjärnor som beskrevs av Ljungman 1867. Medusahuvuden ingår i ordningen Euryalida, klassen ormstjärnor, fylumet tagghudingar och riket djur. Enligt Catalogue of Life omfattar familjen Gorgonocephalidae 102 arter. 

## Bildgalleri

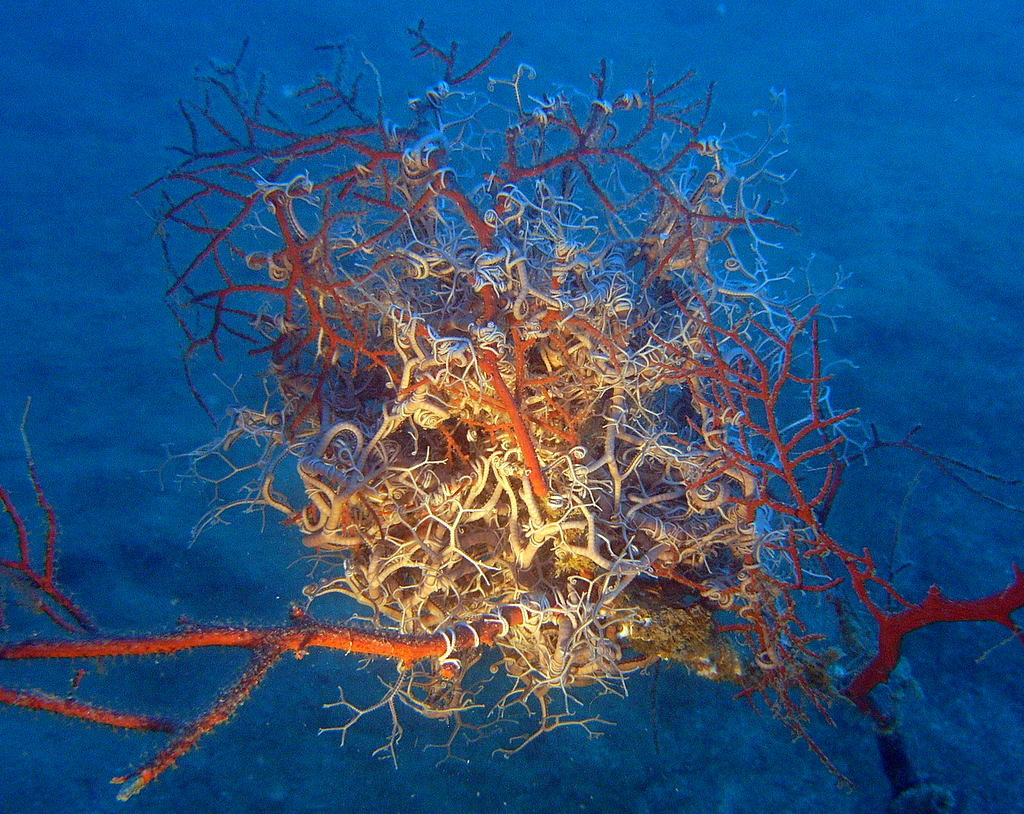

## Dottertaxa till Medusahuvuden, i alfabetisk ordning[1][2]
- Asteroporpa
- Astracme
- Astroboa
- Astrocaneum
- Astrochalcis
- Astrochele
- Astrochlamys
- Astrocladus
- Astroclon
- Astrocnida
- Astrocrius
- Astrocyclus
- Astrodendrum
- Astrodictyum
- Astroglymma
- Astroglymna
- Astrogomphus
- Astrohamma
- Astrohelix
- Astroniwa
- Astrophyton
- Astroplegma
- Astrosierra
- Astrospartus
- Astrothamnus
- Astrothorax
- Astrothrombus
- Astrotoma
- Astrozona
- Conocladus
- Gorgonocephalus
- Ophiocrene
- Ophiozeta
- Schizostella